# Carausius vacillans
Carausius vacillans är en insektsart som beskrevs av Brunner von Wattenwyl 1907. Carausius vacillans ingår i släktet Carausius och familjen Phasmatidae. Inga underarter finns listade.